# Josef Bircher
Josef Bircher (* 17. April 1830 in Oberdorf NW; † 23. März 1904 in Stans) war ein Schweizer Politiker. Von 1880 bis 1883 gehörte er als Vertreter der Konservativen dem Regierungsrat des Kantons Nidwalden an.

## Leben
Der Sohn des Regierungsrats Christian Bircher und der Maria Genovefa Odermatt wurde in Oberdorf geboren. Er besuchte die Grundschule und das Gymnasium (St. Fidelis) in Stans. Nach der Schule machte er eine Büchsenmacherlehre bei Büchsenmacher Belmont. Aus Gesundheitsgründen gab er 1862 das Handwerk des Büchsenmachers auf und wurde Vertreter für Nähmaschinen. Bircher war ein Tüftler und deshalb Fabrikant von Kirchenuhren sowie Erbauer mehrerer Turbinen und Sägewerke.
Seine politische Karriere begann erst spät auf lokaler Ebene. Er wurde 1862 Mitglied im Kirchenrat (und später sogar Kirchmeier), war Waisenvogt von Stansstad und zwischen 1876 und 1880 Gemeinderat von Stans, ausserdem zwischen 1874 und 1877 Präsident des Vermittlungsgerichts. Auf kantonaler Ebene war er erst Suppleant, dann Mitglied und schliesslich Vizepräsident des Geschworenengerichts. Von 1877 bis 1880 war er Ratsherr im Landrat und von 1880 bis 1883 Regierungsrat.
Bircher heiratete am 22. Juni 1868 in Einsiedeln Maria Baggenstos. Aus dieser Ehe stammen fünf Kinder (drei Töchter und zwei Söhne). Von 1881 bis 1884 war er Aufsichtsrat der Kantonalen Spar- und Leihkasse. Er war ausserdem Mitglied der Direktion des Kantonsspitals Nidwalden.

## Quelle
- Neues Stammbuch. Band I, Bircher, 10 (1) (S. 12 von 20).